# Charles Ginésy
Charles Ginésy, né le 12 mai 1922 à Guillaumes (Alpes-Maritimes) et mort dans cette même commune le 30 décembre 2012, est un homme politique français.

## Biographie
Enseignant de profession, il est élu maire de Péone-Valberg en 1959, puis constamment réélu à ce poste jusqu'en 2001, date à laquelle il laisse la mairie à son fils, Charles Ange Ginésy. 
En 1961, il est élu conseiller général des Alpes-Maritimes pour le canton de Guillaumes. Il préside le conseil général des Alpes-Maritimes de 1990 à sa démission, en 2003.
Il fait son entrée au Sénat le 11 septembre 1988, puis est réélu en 1989 et en 1998. Il ne se représente pas en 2008, et est élevé à la dignité de sénateur honoraire.
Le conseil général des Alpes-Maritimes décide de rebaptiser le bâtiment des Archives départementales (« Grand Capelet ») du nom de Charles Ginésy en mars 2013.